# Hermann Beckmann (Unternehmer)

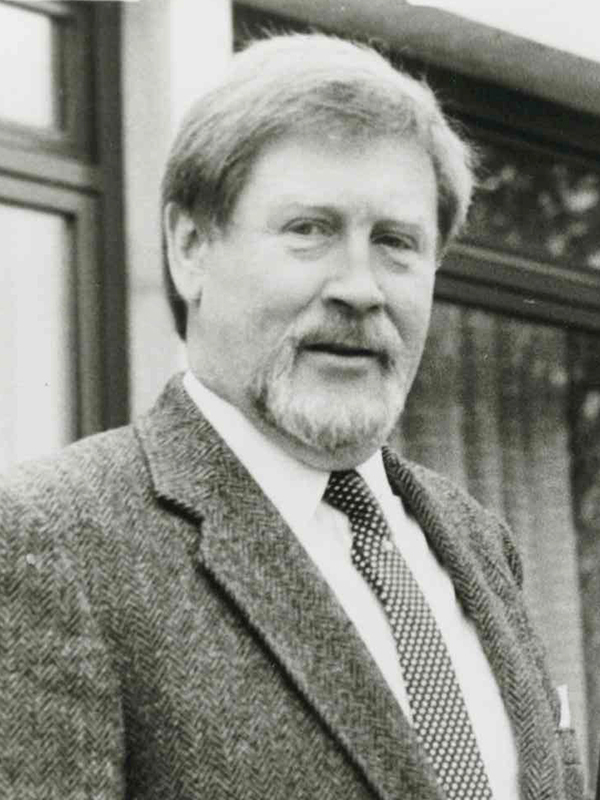
Hermann Beckmann (1979)

Hermann Beckmann (* 27. November 1930 in Duisburg; † 5. März 2017 in München) war ein deutscher Unternehmensgründer und Unternehmensleiter.

## Biografie

### Ausbildung und Beruf
Ab 1939 besuchte Beckmann das Gymnasium Steglitz (auch Heese-Gymnasium) in Berlin, von 1943 bis 1950 das Berthold-Gymnasium in Freiburg im Breisgau. An der Albert-Ludwigs-Universität Freiburg studierte er anschließend Jura. Zunächst blieb er dort, als Assistent von Fritz von Hippel, widmete sich der Rechtstheorie.
1961 ging Beckmann in die freie Wirtschaft zu Allianz nach Stuttgart, in den Bereich Organisation. Unter anderem wurde er mit dem Aufbau von Schadenbüros in Ravensburg und Ulm betraut. 1965 wechselte er zu Caritas nach München.

### Unternehmerische Tätigkeit
Am 10. Oktober 1966 gründete Beckmann gemeinsam mit Heinrich Junker, Willi Guthsmuths, Fritz Rüth, Heinz Wirsching, Otto Hintner und Eduard Oehl den Verein Münchner Altenwohnstift (MAW), mit dem Ziel, zeitgemäßen Wohnraum für alte Menschen zu schaffen. Als ehrenamtlicher Bevollmächtigter des MAW stellte er die Weichen für das erste Wohnstift des Vereins, begleitete Planung und Bau, wurde 1968 schließlich Geschäftsführender Vorstand des MAW. Wohnstifte in Ottobrunn, Rottach-Egern, Konstanz, Bad Dürrheim, Baden-Baden, Bad Krozingen, Unterhaching, Bad Nauheim, Aalen und Bielefeld folgten; zudem ein Pflegestift, eine Altenpflegeschule sowie eine Klinik für Geriatrische und Neurologische Rehabilitation in Bad Griesbach im Rottal.
Die Wohnstifte standen zunächst unter der Trägerschaft regionaler Wohnstiftsvereine, wobei Beckmann für alle Wohnstifte des Unternehmens die Geschäfte führte. Nachdem das Unternehmen groß geworden war, galt es, Kräfte zu bündeln. Und so stellte Hermann Beckmann die Weichen, alle Wohnstifte zu vereinen. 1996 gingen sie im Verein KWA Kuratorium Wohnen im Alter auf. Beckmann trat danach in den Ruhestand ein.

### Entwicklung von Wohnstiften
Die staatlichen Altenheime entsprachen nicht den Vorstellungen von Beckmann von einem würdigen und selbstständigen Leben im Alter. Deshalb ließ er Wohnstifte bauen, in denen ältere Menschen einerseits in einer abgeschlossenen Wohnung für sich bleiben können, sich andererseits in diversen Gemeinschaftsräumen treffen können, beispielsweise zum gemeinsamen Sport oder zu Kulturveranstaltungen. Diese innovative Art, im Alter selbstständig und gleichzeitig gut versorgt zu leben, hat Beckmann maßgeblich mit entwickelt. Im ersten Wohnstift sorgte er in Zusammenarbeit mit der Münchner Telefongesellschaft dafür, dass bereits 1969 alle Wohnungen Telefonanschlüsse erhielten. Auch der Umstand, dass alle Bewohner eine eigene kleine Küche und ein eigenes Bad hatten, war zu dieser Zeit sehr fortschrittlich. Das Wohnstiftskonzept war so erfolgreich, dass das von Beckmann gegründete Unternehmen KWA Kuratorium Wohnen im Alter noch heute am Begriff „Wohnstift“ festhält.

### Ehrenämter
Beckmann engagierte sich in besonderem Maße für den Bau der Marianne-Strauß-Klinik in Berg am Starnberger See, für die er die ehrenamtliche Geschäftsführung übernahm. Zudem galt sein Engagement der deutschen Altenhilfe- und Seniorenarbeit, unter anderem bei:
- dem Paritätischen Wohlfahrtsverband Bayern,
- der Luise-Kiesselbach-Stiftung,
- der Lindner-Stiftung,
- der Ellenruth-von-Gemmingen-Stiftung,
- der Walter-Brehm-und-Susanne-Paul-Stiftung.

## Ehrungen
- 1988 Ehrennadel der Landeshauptstadt München, München leuchtet
- 1992 Bundesverdienstkreuz am Bande
- 1998 Ehrenplakette des Deutschen Paritätischen Wohlfahrtsverbandes in Gold
- 2001 Bezirksmedaille des BZ Oberbayern in Gold
- 2016 Verfassungsmedaille des Bayerischen Landtags in Silber[5]